# Vuurtoren van Flat Holm
De vuurtoren van Flat Holm (Flat Holm Lighthouse of ook Flatholm Lighthouse) staat aan de zuidzijde van het eiland Flat Holm. Dit eiland ligt in het Kanaal van Bristol waardoor het behoort tot Wales en deel uitmaakt van het Verenigd Koninkrijk. De vuurtoren vormt een oriëntatiepunt voor schepen die het Kanaal van Bristol in- of uitvaren en geeft de ingang van het estuarium van de rivier de Severn aan. Het Kanaal van Bristol wordt gekenmerkt door zeer druk scheepvaartverkeer.
De installatie wordt vanop afstand beheerd door het Planning Centre van Trinity House in Harwich in het Engelse Essex. Trinity House is de eigenaar van de toren en is verantwoordelijk voor de navigatiemiddelen in Engeland, Wales, Gibraltar en de Kanaaleilanden.

## Kenmerken en uitrusting

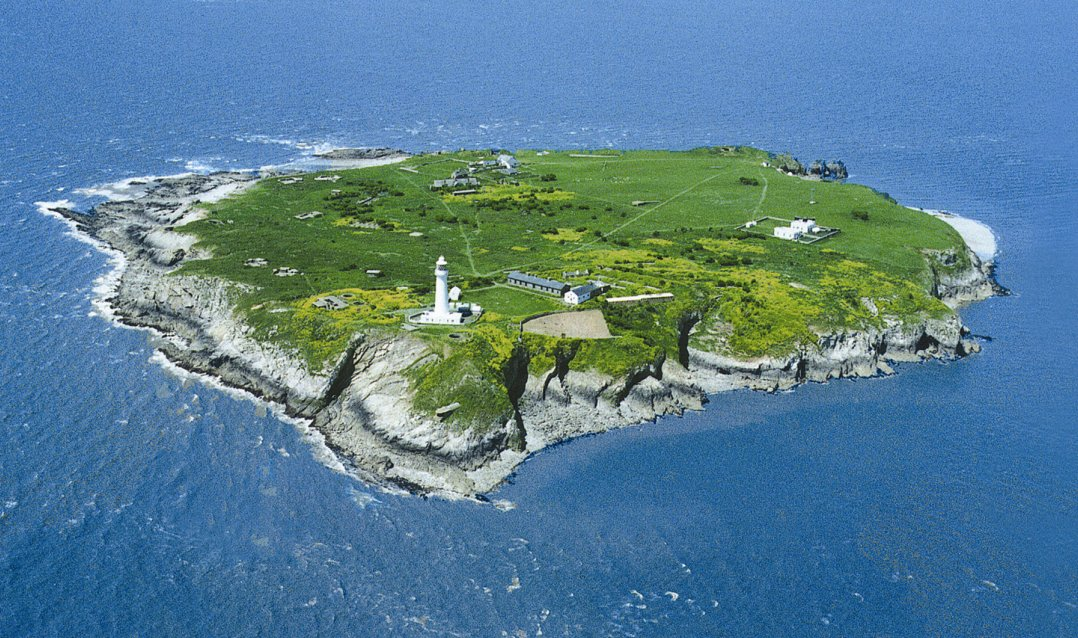
Zicht op het eiland en de vuurtoren.

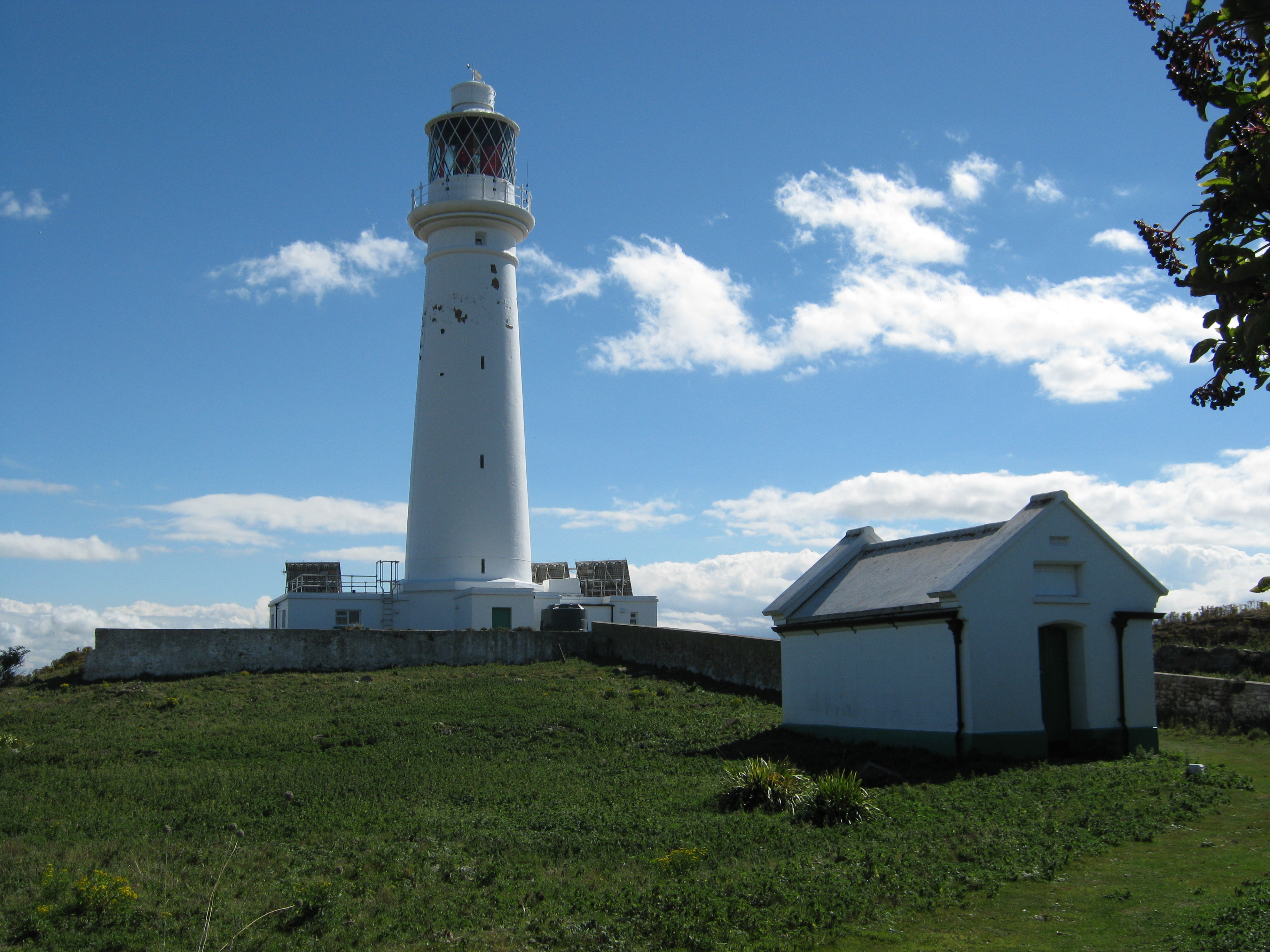
De vuurtoren van Flat Holm.

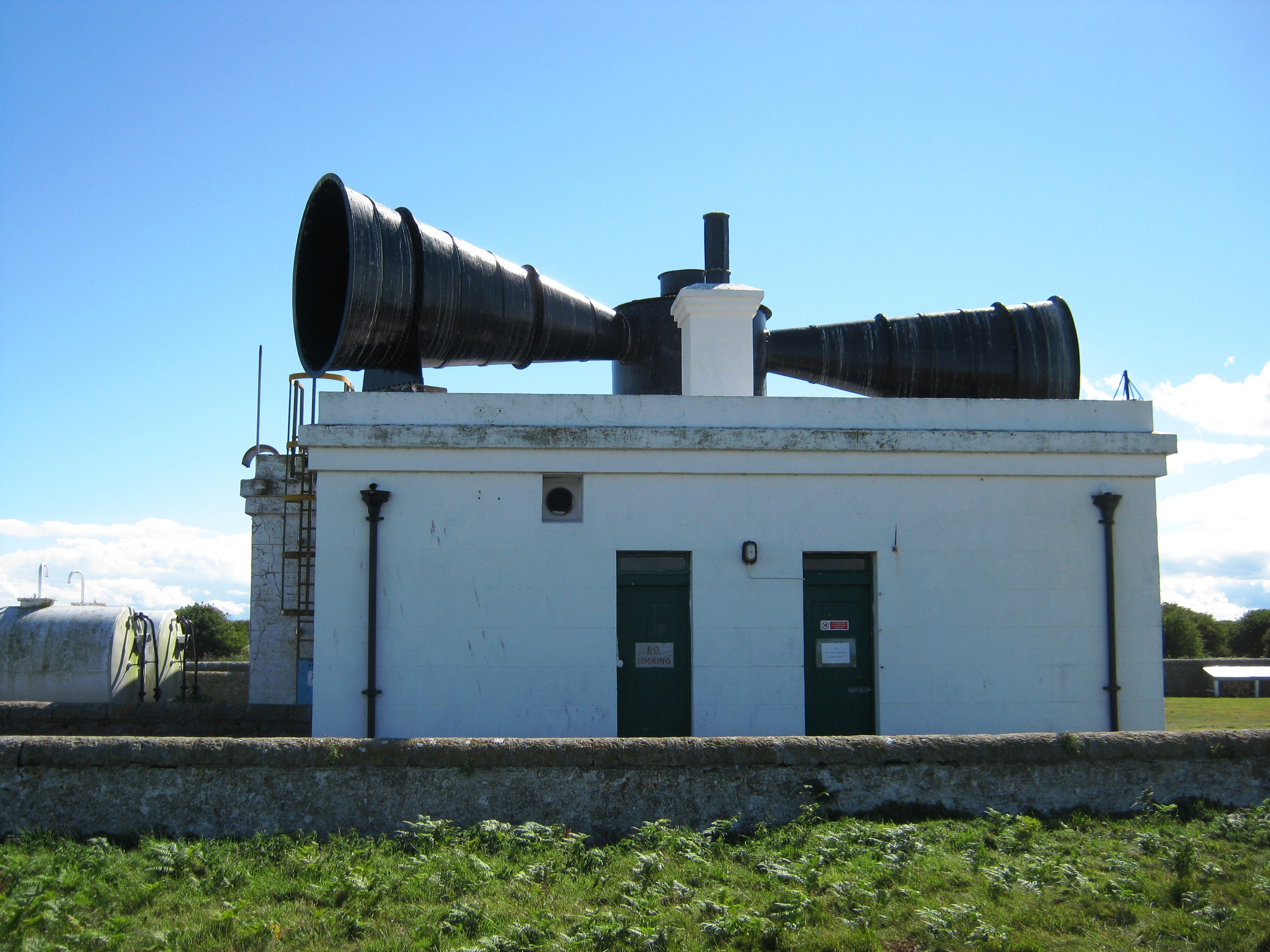
Dienstgebouw voor het mistsignaal met twee gietijzeren hoorns.

### Toren
De volledig witte toren werd opgetrokken uit steen en heeft een conische vorm waardoor hij versmalt naar boven toe. De toren is voorzien van een lichthuis dat wordt omringd door een galerij. De totale hoogte van het bouwwerk bedraagt 30 m. In het lichthuis bevindt zich een vast catadioptrisch systeem van de eerste orde met een brandpuntsafstand van 920 mm. In het midden van dit lenzensysteem werd een lamp aangebracht met een vermogen van 100 watt. De toren genereert om de tien seconden drie snel opeenvolgende schitteringen die zich 50 m boven het zeeniveau bevinden. Rode schermen die op bepaalde plaatsen in het lichthuis werden aangebracht verdelen het licht in witte en rode sectoren, waardoor de kleur van afhankelijk is van de plaats van de waarnemer. Het witte licht heeft een sterkte van 17.100 candela en is zichtbaar tot op een afstand van 15 zeemijl (ongeveer 27,5 km). De rode sectoren, met een lichtsterkte van 3.200 candela, zijn zichtbaar tot op 12 zeemijl (ongeveer 22 km). Aan de voet van de toren bevinden zich twee woningen waar de vuurtorenwachters in verbleven tot de automatisatie in 1988.
De toren kreeg van de Amateur Radio Lighthouse Society, een organisatie van radiozendamateurs, het nummer WAL-006 toegewezen. Deze organisatie probeert vanop lichtschepen en vuurtorens radioverbindingen tot stand te brengen.

### Mistsignaal
Het gebouw met het mistsignaal werd in 1906 opgericht en bevindt zich ongeveer 206 m ten noorden van de vuurtoren. In het dienstgebouw werden twee oliemotoren geïnstalleerd met elk een vermogen van 16 kW. Elke motor dreef een compressor aan die was voorzien van een enkele cilinder. Zowel de motoren als de compressoren waren van het type Hornsby. De perslucht van de compressoren werd tijdelijk opgeslagen onder een druk van 1034 kPa in twee tanks die elk een inhoud hadden van 10 m³. Vervolgens werd deze perslucht via een kleinere buffertank naar de twee sirenes gestuurd die zich in een cilindervormig torentje op het dak van het dienstgebouw bevonden. Het geluid werd door twee gietijzeren hoorns, die waren ontworpen door Lord Raleigh en elk een lengte hadden van 5,5 m, over het wateroppervlak verspreid. Naast dit dienstgebouw werd een woning voor de wachters opgetrokken.
Het mistsignaal werd in 1988 uitgeschakeld toen de vuurtoren werd geautomatiseerd. Na een restauratie van de installatie door vrijwilligers kon het signaal in 2000 opnieuw als toeristische attractie en bij bijzondere gelegenheden in werking worden gesteld.

## Geschiedenis

### Afgewezen aanvragen
In 1733 diende John Elbridge een verzoek in bij Trinity House met de vraag om een vuurtoren op Flat Holm op te richten. Elbridge vertegenwoordigde de Society of Merchants Ventures of Bristol, een gilde en liefdadigheidsinstelling die vooral actief was in Bristol. Hij wees op het drukke scheepvaartverkeer in het Kanaal van Bristol en de gevaarlijke situatie in het estuarium van de rivier Severn. Hij werd hierbij gesteund door eigenaars van belangrijke rederijen. Trinity House ging niet in op deze vraag en deelde ook mee dat de bouw van een vuurtoren die niet in de naam van de vennootschap werd opgericht, actief zou worden tegengewerkt.
William Crispe kreeg in 1735 van John Stuart het eiland voor 99 jaar in bruikleen. Ook Crispe diende in april van datzelfde jaar een aanvraag in bij Trinity House om een licht te mogen oprichten. De toren zou worden gebouwd in de naam van de vennootschap, terwijl Crispe zelf de financiële lasten zou dragen. Het voorstel werd op 9 mei 1735 voorgelegd aan de Society of Merchants maar verworpen, vermoedelijk omdat Crispe het financiële aspect niet goed doordacht had.

### De toren van Crispe
Op 17 maart 1737 diende Crispe een nieuw voorstel in bij de Society of Merchants. Ditmaal werd het verzoek wel aanvaard, temeer omdat tegen het einde van 1736 een schip in het estuarium verging waarbij 60 militairen om het leven kwamen. In de aanvraag die Crispe op 2 april 1737 bij Trinity House aanbood stonden ook de verschillende tolgelden beschreven die zouden worden geïnd. Zo werden onder meer verschillende tarieven per ton vastgelegd voor vreemde of eigen schepen die Bristol aandeden. Ook schepen die van of naar Ierland voeren werden belast volgens een afzonderlijk tarief.
Op 9 april 1737 kreeg Crispe van de Society de toelating om de toren op te richten op voorwaarde dat hij minstens £ 900 zou vrijmaken en bovendien de kosten zou betalen die aan Trinity House werden aangerekend bij de aanvraag van een patent aan de koning. Crispe verwachtte gedurende de eerste 30 jaar huurinkomsten ten bedrage van £ 5, daarna zou het bedrag worden opgetrokken tot £ 10 totdat de huurperiode afgelopen was. Volgens Trinity House werd de toren op 1 december 1737 voor een eerste maal verlicht. Volgens een andere bron zou dit pas op 25 maart 1738 gebeurd zijn. Het licht bestond oorspronkelijk uit een kolenvuur dat op de toren werd gestookt en maandelijks 25 ton steenkool verbruikte. Het vuur werd in stand gehouden door wachters die voortdurend nieuwe brandstof naar boven moesten dragen.
Crispe sloot een financiële overeenkomst met Benjamin Lund en ging een lening aan bij John Elbridge toen bleek dat hij de toegenomen kosten van de toren niet meer alleen kon dragen. Uiteindelijk werd Crispe door bankroet gedwongen om het beheer van de toren over te dragen aan Caleb Dickensen, die ook de tolgelden zou gaan innen.

### Stormschade
Op 23 december 1790 werd de toren om rond 3 uur 's nachts tijdens een zware storm geraakt door de bliksem. Hierdoor liep het gebouw aanzienlijke schade op en werd het rooster waarop het vuur gestookt werd vernield. De stoker kreeg een zware klap te verwerken waardoor hij bijna door de trapzaal naar beneden viel. Een nieuw vuur dat op de rotsen voor de toren werd onderhouden nam tijdelijk de functie van de vuurtoren over terwijl het bouwwerk werd hersteld. Schippers kloegen over de onbetrouwbaarheid van het vuur en hekelden het gebrek aan investeringen in de vuurtoren.

### Overname door Trinity House
Op 17 november 1819 sloot William Dickenson, de toenmalige beheerder van de toren, een overeenkomst met Trinity House waarbij het beheer van het complex en het innen van de tolgelden door de vennootschap werd overgenomen terwijl Dickenson een jaarlijks bedrag van £ 400 bleef ontvangen. Trinity House verhoogde de 21 meter hoge toren tot 27 meter en bracht een lichthuis aan waarin een Argandse lamp werd geïnstalleerd. Op 7 september 1820 werd deze lamp voor een eerste maal ontstoken waardoor de toren een vast wit licht vertoonde. Op 21 maart 1823 werd Trinity House de volledig eigenaar van het complex. Omdat de huurovereenkomst met Dickenson nog niet afgelopen was ontving hij voor deze overname een bedrag van £ 15.838,10.

### Verdere moderniseringen
In 1825 werd de toren met 1,5 m verhoogd. Tijdens deze aanpassing werd ook een nieuwe olielamp geïnstalleerd. In 1867 werd een nieuw lichthuis op de toren geplaatst met een diameter van 4 meter. Deze lantaarn bleef in dienst tot 1969 toen de toren met elektriciteit werd uitgerust. In 1881 zorgde een uurwerkmechanisme ervoor dat het licht periodiek werd verduisterd, waarbij de donkere perioden korter waren dan de lichte. Ook de lichtbronnen werden geregeld vernieuwd. De brander van het type Douglass, die in 1904 in gebruik genomen was, werd in 1923 opgevolgd door een brander van het type Hood, die op petroleumdampen werkte. 

### Modderregen
In februari 1902 werd Flat Holm 's nachts getroffen door een modderregen die, naast water, bestond uit zand dat afkomstig was uit de Sahara. De regen liet een kleverige witte laag achter op het glas van het lichthuis, dat daardoor zeer moeilijk te reinigen was.

### Bemanning en automatisering
Aan de voet van de toren waren twee aaneengesloten woningen opgetrokken waar de vuurtorenwachters en hun families verbleven. Na 1929 waren er in het totaal vier wachters tewerkgesteld. Dit personeel was drie maanden in dienst en had daarna recht op een vrije maand. Later werd dit regime aangepast waarbij telkens drie wachters samen een maand in dienst waren waarna ze voor de volgende maand werden afgelost door een tweede ploeg die ook uit drie personen bestond. De vrije maand werd door het personeel doorgebracht op het vasteland.
In 1988 werd de vuurtoren geautomatiseerd en werden de wachters van hun dienst ontheven. In 1997 werden zonnepanelen geïnstalleerd. Om dit mogelijk te maken werd de installatie in de toren verder gemoderniseerd. Tijdens de herfst van 2017 werden een aantal herstellingen uitgevoerd. Daarbij werd ook de buitenzijde van de toren herschilderd.

## Monumentstatus
De toren werd op 6 mei 1987 ingeschreven als grade II listed building op de Statutory List of Buildings of Special Architectural or Historic Interest. Dit betekent dat het complex wordt beschouwd als een bouwwerk van bijzonder belang dat in zijn huidige toestand moet bewaard blijven en daartoe ook moet worden onderhouden. De redenen voor deze inschrijving waren onder meer de vroege oprichtingsdatum van het allereerste gebouw, de opeenvolging van de verschillende soorten lichtbronnen met bijhorende brandstoffen en de evolutie van de optische apparatuur in het lichthuis.